# Prosopography of the Byzantine World
Prosopography of the Byzantine World, abbreviato come PBW, è un progetto della British Academy e l'Accademia delle scienze di Berlino per la realizzazione di una base di conoscenza e un sito web, basati sui storici documenti dell'Impero bizantino relativi all'arco temporale che dal 642 al 1265 d.C.

## Storia
Il progetto fu avviato negli anni '80 con l'obiettivo di completare il lavoro di ricerca sull'Impero romano e sulla prosopografia bizantina iniziato da Theodore Mommsen nel XIX secolo e proseguito da A.H.M. Jones e John Robert Martindale. Esso si era concluso con la pubblicazione della collana The Prosopography of the Later Roman Empire, edita in tre volumi a Cambridge fra il 1971 e il 1992), che coprivano il periodo dall'avvento di Gallieno nel 260 alla morte di Eraclio nel 641, che segna la fine della tarda antichità.
Nel 1993, la British Academy firmò un accordo di collaborazione con l'Accademia delle scienze di Berlino per completare l'opera a cpertura degli eventi verificatisi dal 642 al 1265 d.C.:
- 641–867: dalla dinastia eracliana alla dinastia amoriana;
- 867-1025: dalla dinastia macedone fino alla morte di Basilio II;
- 1025-1261: ultimi re macedoni e l'intervallo dalla dominazione komnena alla riconquista di Costantinopoli strappata dall'Impero latino.

Il periodo della dinastia dei Paleologi è coperto dal Prosopographisches Lexikon der Palaiologenzeit, prodotto dall'Accademia austriaca delle scienze sotto la direzione di Erich Trapp e dato alle stampe tra il 1976 e il 1991.

## Stato dell'arte
Il primo risultato fu la collana Prosopographie der mittelbyzantinischen Zeit, Abteilung I: 641–867, edita a cura di Friedhelm Winkelmann e Ralph-Johannes Lilie e pubblicata in cinque volumi dal 1998 al 2002. Una versione di questo database è ospitata presso l'Accademia di Berlino-Brandeburgo.
Nel 2001, la British Academy pubblicò un CD-ROM la propria Prosopography of the Byzantine Empire I (641–867) (Prosopografia dell'Impero bizantino I dal 641 al 867), complementare alla versione tedesca prodotta a cura di John Robert Martindale. Una sezione online del database che copre gli anni dal 1025 l 1261 è ospitata presso il King's College London ed è liberamente accessibile da Internet.
Il progetto si proponeva gli stessi obbiettivi della Prosopography of Anglo-Saxon England, vale a dire quello di raccogliere tutte le testimonianze scritte relative a persone registrate e dotate di un nome, che fossero vissute nel Regno Unito o ad esse affini, relativamente agli anni dal 641 fino al 1265 d.C.

In quel'epoca, l'area geografica da coprire si era estesa fino a Gerusalemme. Al 2006, il PBW copriva il periodo dal 1025 al 1180, con una mole di dati riferita a un totale di circa 10.000 persone. I dati provengono da fonti testuali e dalla sigillografia di appena 7.500 documenti autenticati che costituiscono comunque una risorsa importante nella prosopografia bizantina. Il team del progetto ha stimato che un'edizione a stampa del database potrebbe essere racchiusa in 1.400 pagine.